# Style (Namie Amuro)
Style è il sesto album in studio della cantante giapponese Namie Amuro, pubblicato nel 2003.

## Tracce
1. Namie's Style – 4:03
2. Indy Lady (featuring Zeebra) – 5:19
3. Put 'Em Up – 4:03
4. So Crazy – 4:34
5. Don't Lie to Me – 3:42
6. Lovebite – 3:09
7. Four Seasons – 3:47
8. Fish (featuring Verbal & Arkitec) – 4:27
9. Gimme More – 3:24
10. As Good As – 3:28
11. Shine More – 3:39
12. Come – 4:34
13. Wishing on the Same Star – 4:58